# Pallavolo ai XIII Giochi dei piccoli stati d'Europa - Torneo maschile
Il XII torneo maschile di pallavolo ai Giochi dei piccoli stati d'Europa si è svolto dal 2 al 6 giugno 2009 a Nicosia, a Cipro, durante i XIII Giochi dei piccoli stati d'Europa. Al torneo hanno partecipato 5 squadre nazionali europee di stati con meno di un milione di abitanti e la vittoria finale è andata per la nona volta, la quarta consecutiva, a Cipro.

## Squadre partecipanti
- Andorra
- Cipro
- Islanda
- Lussemburgo
- San Marino

## Classifica finale
| Classifica | Squadre     |
| ---------- | ----------- |
|            | Cipro       |
|            | Andorra     |
|            | Islanda     |
| 4          | San Marino  |
| 5          | Lussemburgo |